# Stora Sundsjöberget
Stora Sundsjöberget este o arie protejată (arie specială de conservare — SAC, sit de importanță comunitară — SCI) din Suedia întinsă pe o suprafață de 672,5 ha, integral pe uscat.

## Localizare
Centrul sitului Stora Sundsjöberget este situat la coordonatele 61°37′44″N 14°43′29″E / 61.6288°N 14.7246°E.

## Înființare
Situl Stora Sundsjöberget a fost declarat sit de importanță comunitară în ianuarie 2002 pentru a proteja 2 specii de animale. Situl a fost protejat și ca arie specială de conservare în martie 2011.

## Biodiversitate
Situată în ecoregiunea boreală, aria protejată conține 6 habitate naturale: Mlaștini turboase de tranziție și turbării mișcătoare, Taiga vestică, Pante stâncoase silicioase cu vegetație casmofită, Mlaștini împădurite, Păduri caducifoliate de mlaștină fino-scandinave, Lacuri și iazuri distrofice naturale.
La baza desemnării sitului se află mai multe specii protejate de  nevertebrate (2): Stephanopachys linearis, Stephanopachys substriatus.